# 磐田郡
- 令制国一覧 > 東海道 > 遠江国 > 磐田郡
- 日本 > 中部地方 > 静岡県 > 磐田郡

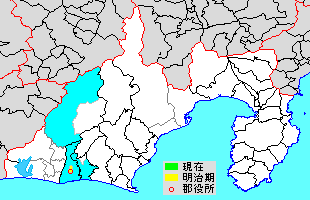
静岡県磐田郡の範囲（水色：後に他郡から編入した区域）

磐田郡（いわたぐん、いわたのこおり）は、静岡県（遠江国）にあった郡。

## 郡域
古代からの変遷を経て、近世には東海道見附宿のみで構成。1879年（明治12年）に行政区画として発足した当時の郡域は、磐田市見付を中心とする現在の磐田市中心部にあたる。1896年（明治29年）の郡制施行のための廃置分合により、山名・豊田・長上郡を編入、郡域が拡大した。2005年（平成17年）の消滅直前には北部山間部と南部平野部に大きく分かれており、北部山間部は天竜市（現・浜松市天竜区）を含めて北遠地区と呼ばれていた。

## 歴史

### 近代以降の沿革

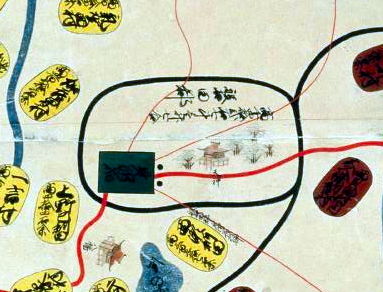
「遠江國」（『天保國繪圖』天保9年）。磐田郡は深緑色、隣接する豊田郡は黄色、山名郡は紫色で示されている。原図では東が上になっているが、90度右回転させて北を上にして表示している

- 「旧高旧領取調帳」の記載によると、明治初年時点で見附宿1宿が存在。幕府領、寺社領であった。
- 1868年（慶応4年）
  - 5月24日 - 徳川宗家が駿河府中藩に転封。それにともない遠江・駿河・伊豆国内で領地替えが行われ、全域が府中藩領となる。
- 1869年（明治2年）8月7日 - 府中藩が静岡藩に改称。
- 1871年（明治4年）
  - 7月14日 - 廃藩置県により静岡県の管轄となる。
  - 11月15日 - 第1次府県統合により浜松県の管轄となる。
- 1876年（明治9年）8月21日 - 第2次府県統合により静岡県の管轄となる。
- 1879年（明治12年）3月12日 - 郡区町村編制法の静岡県での施行により行政区画としての磐田郡が発足。「磐田豊田山名郡役所」が見附宿に設置され、豊田郡・山名郡とともに管轄。

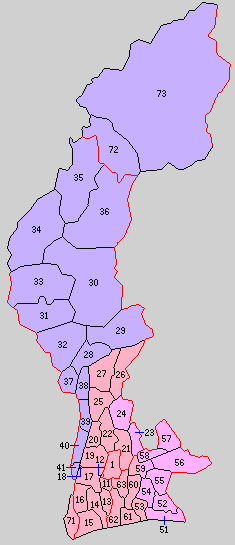
1.見付町 11.中泉村 12.梅原村 13.天竜村 14.長野村 15.袖浦村 16.十束村 17.井通村 18.池田村 19.富岡村 20.岩田村 21.向笠村 22.大藤村 23.今井村 24.三川村 25.広瀬村 26.敷地村 27.野部村 28.二俣村 29.光明村 30.龍川村 31.上阿多古村 32.下阿多古村 33.熊村 34.浦川村 35.佐久間村 36.山香村 51.幸浦村 52.東浅羽村 53.豊浜村 54.西浅羽村 55.上浅羽村 56.笠西村 57.久努村 58.山名町 59.田原村 60.御厨村・南御厨村 61.福島村 62.於保村 63.西貝村 71.掛塚村 72.城西村 73.水窪町（紫：浜松市 赤：磐田市 桃：袋井市 37 - 41は旧・豊田郡のうち浜名郡となった地域）

- 1889年（明治22年）4月1日 - 町村制の施行により、見附宿［大部分］・山名郡西貝塚村［一部］が合併して見付町（現・磐田市）が発足。見附宿［一部］は山名郡西貝村の合併に参加し、郡より離脱。
- 1896年（明治29年）
  - 4月1日 - 郡制の施行のため、磐田郡・山名郡および豊田郡の大部分（赤佐村・中瀬村・竜池村・豊西村・中ノ町村を除く）、長上郡の一部（掛塚村）の区域をもって、改めて磐田郡を設置。下記の町村が当郡の所属となる。
    - 旧・豊田郡 - 中泉町・梅原村・天竜村・長野村・袖浦村・十束村・井通村・池田村・富岡村・岩田村・向笠村・大藤村・今井村・三川村・広瀬村・敷地村・野部村・二俣町・光明村・龍川村・上阿多古村・下阿多古村・熊村・浦川村・佐久間村・山香村
    - 旧・山名郡 - 幸浦村・東浅羽村・豊浜村・西浅羽村・上浅羽村・笠西村・久努村・山名町・田原村・御厨村・南御厨村・福島村・於保村・西貝村
    - 旧・長上郡 - 掛塚村

  - 6月29日 - 掛塚村が町制施行して掛塚町となる。（5町37村）
  - 9月1日 - 郡制を施行。
- 1901年（明治34年）11月1日 - 龍川村の一部（戸倉・大嶺）、山香村の一部（下平山・瀬尻）が分立して龍山村が発足。（5町38村）
- 1909年（明治42年）1月1日 - 山名町が袋井町に改称。
- 1923年（大正12年）4月1日 - 郡会が廃止。郡役所は存続。
- 1926年（大正15年）
  - 7月1日 - 郡役所が廃止。以降は地域区分名称となる。
  - 10月31日 - 福島村が町制施行・改称して福田町となる。（6町37村）
- 1928年（昭和3年）12月15日 - 袋井町・笠西村が合併し、改めて袋井町が発足。（6町36村）
- 1929年（昭和4年）3月1日 - 梅原村が中泉町に編入。（6町35村）
- 1936年（昭和11年）11月3日 - 浦川村が町制施行して浦川町となる。（7町34村）
- 1940年（昭和15年）11月1日 - 見付町・中泉町・西貝村・天竜村が合併して磐田町が発足。（6町32村）
- 1948年（昭和23年）
  - 4月1日 - 磐田町が市制施行して磐田市となり、郡より離脱。（5町32村）
  - 9月1日 - 袋井町が周智郡久努西村と合併し、改めて袋井町が発足。
- 1951年（昭和26年）7月1日 - 周智郡水窪町・城西村の所属郡が当郡に変更。（6町33村）
- 1952年（昭和27年）10月10日 - 袋井町・久努村が合併し、改めて袋井町が発足。（6町32村）
- 1954年（昭和29年）11月3日 - 今井村が袋井町に編入。（6町31村）
- 1955年（昭和30年）
  - 1月1日（6町27村）
    - 御厨村・向笠村・大藤村が磐田市に編入。
    - 南御厨村の一部（東新屋・東脇・新出・和口・大立野）が磐田市、残部（蛭池・南島・小島）が福田町に分割編入。

  - 3月31日（6町21村）
    - 幸浦村・東浅羽村・西浅羽村・上浅羽村が合併して浅羽村が発足。
    - 福田町・豊浜村が合併し、改めて福田町が発足。
    - 井通村・富岡村が合併して豊田村が発足。
    - 三川村が袋井町に編入。

  - 4月1日（6町16村）
    - 長野村が磐田市に編入。
    - 掛塚町・十束村・袖浦村が合併して竜洋町が発足。
    - 広瀬村・敷地村・野部村が合併して豊岡村が発足。

  - 4月15日 - 池田村および竜洋町の一部（赤池・上本郷・下本郷・仁兵衛新田）が豊田村に編入。（6町15村）
- 1956年（昭和31年）
  - 1月1日 - 岩田村が磐田市に編入。（6町14村）
  - 9月1日 - 田原村の一部（西島・三ヶ野・玉越・明ヶ島および彦島の一部）が磐田市、残部（新池・松袋井および彦島の一部）が袋井町に分割編入。（6町13村）
  - 9月30日（6町5村）
    - 袋井町が小笠郡笠原村の一部（岡崎および山崎の一部）を編入。
    - 二俣町・光明村・龍川村・上阿多古村・下阿多古村・熊村が合併し、改めて二俣町が発足。
    - 浦川町・佐久間村・山香村・城西村が合併して佐久間町が発足。

  - 10月1日 - 浅羽村が町制施行して浅羽町となる。（7町4村）
- 1957年（昭和32年）9月1日 - 於保村の一部（下大之郷・浜部および大原の一部）が磐田市、残部（五十子・南田・太郎馬新田・一色・塩新田・宇兵衛新田・南田伊兵衛新田・清庵新田および大原の一部）が福田町に分割編入。（7町3村）
- 1958年（昭和33年）11月3日（5町3村）
  - 袋井町が市制施行して袋井市となり、郡より離脱。
  - 二俣町が改称・市制施行して天竜市となり、郡より離脱。
- 1973年（昭和48年）1月1日 - 豊田村が町制施行して豊田町となる。（6町2村）
- 2005年（平成17年）
  - 4月1日（2町1村）
    - 竜洋町・豊田町・福田町・豊岡村が磐田市と合併し、改めて磐田市が発足、郡より離脱。
    - 浅羽町が袋井市と合併し、改めて袋井市が発足、郡より離脱。

  - 7月1日 - 佐久間町・龍山村・水窪町が浜松市に編入。同日磐田郡消滅。

### 変遷表
| 1889年4/1                     | 1889年 - 1912年7/29           | 1889年 - 1912年7/29           | 1889年 - 1912年7/29            | 1912年7/30 - 1926年12/24      | 1926年12/25 - 1954年          | 1926年12/25 - 1954年          | 1926年12/25 - 1954年             | 1955年 - 1989年1/6                                                                       | 1955年 - 1989年1/6                                                 | 1955年 - 1989年1/6            | 1989年1/7 - 現在          | 1989年1/7 - 現在                              | 現在          |
| ----------------------------- | ----------------------------- | ----------------------------- | ------------------------------ | ----------------------------- | ----------------------------- | ----------------------------- | -------------------------------- | ---------------------------------------------------------------------------------------- | ------------------------------------------------------------------ | ----------------------------- | ------------------------- | --------------------------------------------- | ------------- |
| 山名郡 幸浦村                 | 幸浦村                        | 1896年4月1日 磐田郡に編入     | 幸浦村                         | 幸浦村                        | 1955年3月31日 合体 浅羽村     | 1956年10月1日 町制 浅羽町     | 浅羽町                           | 浅羽町                                                                                   | 浅羽町                                                             | 浅羽町                        | 2005年4月1日 編入 袋井市  | 2005年4月1日 編入 袋井市                      | 袋井市        |
| 山名郡 東浅羽村               | 東浅羽村                      | 1896年4月1日 磐田郡に編入     | 東浅羽村                       | 東浅羽村                      | 1955年3月31日 合体 浅羽村     | 1956年10月1日 町制 浅羽町     | 浅羽町                           | 浅羽町                                                                                   | 浅羽町                                                             | 浅羽町                        | 2005年4月1日 編入 袋井市  | 2005年4月1日 編入 袋井市                      | 袋井市        |
| 山名郡 西浅羽村               | 西浅羽村                      | 1896年4月1日 磐田郡に編入     | 西浅羽村                       | 西浅羽村                      | 1955年3月31日 合体 浅羽村     | 1956年10月1日 町制 浅羽町     | 浅羽町                           | 浅羽町                                                                                   | 浅羽町                                                             | 浅羽町                        | 2005年4月1日 編入 袋井市  | 2005年4月1日 編入 袋井市                      | 袋井市        |
| 山名郡 上浅羽村               | 上浅羽村                      | 1896年4月1日 磐田郡に編入     | 上浅羽村                       | 上浅羽村                      | 1955年3月31日 合体 浅羽村     | 1956年10月1日 町制 浅羽町     | 浅羽町                           | 浅羽町                                                                                   | 浅羽町                                                             | 浅羽町                        | 2005年4月1日 編入 袋井市  | 2005年4月1日 編入 袋井市                      | 袋井市        |
| 小笠郡笠原村 岡崎・山崎の一部 | 小笠郡笠原村 岡崎・山崎の一部 | 小笠郡笠原村 岡崎・山崎の一部 | 小笠郡笠原村 岡崎・山崎の一部  | 小笠郡笠原村 岡崎・山崎の一部 | 小笠郡笠原村 岡崎・山崎の一部 | 小笠郡笠原村 岡崎・山崎の一部 | 小笠郡笠原村 岡崎・山崎の一部    | 小笠郡笠原村 岡崎・山崎の一部                                                            | 1956年9月30日 編入 袋井町                                          | 1958年11月3日 市制 袋井市     | 2005年4月1日 編入 袋井市  | 2005年4月1日 編入 袋井市                      | 袋井市        |
| 豊田郡 三川村                 | 三川村                        | 1896年4月1日 磐田郡に編入     | 三川村                         | 三川村                        | 三川村                        | 三川村                        | 三川村                           | 1955年3月31日 袋井町に編入                                                               | 1956年9月30日 編入 袋井町                                          | 1958年11月3日 市制 袋井市     | 2005年4月1日 編入 袋井市  | 2005年4月1日 編入 袋井市                      | 袋井市        |
| 豊田郡 今井村                 | 今井村                        | 1896年4月1日 磐田郡に編入     | 今井村                         | 今井村                        | 今井村                        | 今井村                        | 1954年11月3日 袋井町に編入       | 1955年3月31日 袋井町に編入                                                               | 1956年9月30日 編入 袋井町                                          | 1958年11月3日 市制 袋井市     | 2005年4月1日 編入 袋井市  | 2005年4月1日 編入 袋井市                      | 袋井市        |
| 山名郡 久努村                 | 久努村                        | 1896年4月1日 磐田郡に編入     | 久努村                         | 久努村                        | 久努村                        | 久努村                        | 1952年10月10日 編入 袋井町       | 1955年3月31日 袋井町に編入                                                               | 1956年9月30日 編入 袋井町                                          | 1958年11月3日 市制 袋井市     | 2005年4月1日 編入 袋井市  | 2005年4月1日 編入 袋井市                      | 袋井市        |
| 周智郡久努西村                | 周智郡久努西村                | 周智郡久努西村                | 周智郡久努西村                 | 周智郡久努西村                | 周智郡久努西村                | 1948年9月1日 編入 袋井町      | 1952年10月10日 編入 袋井町       | 1955年3月31日 袋井町に編入                                                               | 1956年9月30日 編入 袋井町                                          | 1958年11月3日 市制 袋井市     | 2005年4月1日 編入 袋井市  | 2005年4月1日 編入 袋井市                      | 袋井市        |
| 山名郡 笠西村                 | 笠西村                        | 1896年4月1日 磐田郡に編入     | 笠西村                         | 笠西村                        | 1928年12月15日 編入 袋井町    | 1948年9月1日 編入 袋井町      | 1952年10月10日 編入 袋井町       | 1955年3月31日 袋井町に編入                                                               | 1956年9月30日 編入 袋井町                                          | 1958年11月3日 市制 袋井市     | 2005年4月1日 編入 袋井市  | 2005年4月1日 編入 袋井市                      | 袋井市        |
| 山名郡 山名町                 | 山名町                        | 1896年4月1日 磐田郡に編入     | 1909年1月1日 改称 袋井町       | 袋井町                        | 1928年12月15日 編入 袋井町    | 1948年9月1日 編入 袋井町      | 1952年10月10日 編入 袋井町       | 1955年3月31日 袋井町に編入                                                               | 1956年9月30日 編入 袋井町                                          | 1958年11月3日 市制 袋井市     | 2005年4月1日 編入 袋井市  | 2005年4月1日 編入 袋井市                      | 袋井市        |
| 山名郡 田原村                 | 田原村                        | 1896年4月1日 磐田郡に編入     | 田原村                         | 田原村                        | 田原村                        | 田原村                        | 田原村                           | 1956年9月1日 袋井町に編入                                                                | 1956年9月30日 編入 袋井町                                          | 1958年11月3日 市制 袋井市     | 2005年4月1日 編入 袋井市  | 2005年4月1日 編入 袋井市                      | 袋井市        |
| 山名郡 田原村                 | 田原村                        | 1896年4月1日 磐田郡に編入     | 田原村                         | 田原村                        | 田原村                        | 田原村                        | 田原村                           | 1956年9月1日 磐田市に編入                                                                | 磐田市                                                             | 磐田市                        | 2005年4月1日 編入 磐田市  | 2005年4月1日 編入 磐田市                      | 磐田市        |
| 山名郡 御厨村                 | 御厨村                        | 1896年4月1日 磐田郡に編入     | 御厨村                         | 御厨村                        | 御厨村                        | 御厨村                        | 御厨村                           | 1955年1月1日 磐田市に編入                                                                | 磐田市                                                             | 磐田市                        | 2005年4月1日 編入 磐田市  | 2005年4月1日 編入 磐田市                      | 磐田市        |
| 山名郡 南御厨村               | 南御厨村                      | 1896年4月1日 磐田郡に編入     | 南御厨村                       | 南御厨村                      | 南御厨村                      | 南御厨村                      | 東新屋・東脇・新出・和口・大立野 | 1955年1月1日 磐田市に編入                                                                | 磐田市                                                             | 磐田市                        | 2005年4月1日 編入 磐田市  | 2005年4月1日 編入 磐田市                      | 磐田市        |
| 山名郡 南御厨村               | 南御厨村                      | 1896年4月1日 磐田郡に編入     | 南御厨村                       | 南御厨村                      | 南御厨村                      | 南御厨村                      | 蛭池・南島・小島                 | 1955年1月1日 編入 福田町                                                                 | 福田町                                                             | 福田町                        | 2005年4月1日 編入 磐田市  | 2005年4月1日 編入 磐田市                      | 磐田市        |
| 山名郡 於保村                 | 於保村                        | 1896年4月1日 磐田郡に編入     | 於保村                         | 於保村                        | 於保村                        | 於保村                        | 於保村                           | 下大之郷・浜部・大原の一部                                                               | 1957年9月1日 磐田市に編入                                          | 磐田市                        | 2005年4月1日 編入 磐田市  | 2005年4月1日 編入 磐田市                      | 磐田市        |
| 山名郡 於保村                 | 於保村                        | 1896年4月1日 磐田郡に編入     | 於保村                         | 於保村                        | 於保村                        | 於保村                        | 於保村                           | 五十子・南田・太郎馬新田・一色・塩新田・宇兵衛新田・南田伊兵衛新田・清庵新田・大原の一部 | 1957年9月1日 編入 福田町                                           | 福田町                        | 2005年4月1日 編入 磐田市  | 2005年4月1日 編入 磐田市                      | 磐田市        |
| 山名郡 福島村                 | 福島村                        | 1896年4月1日 磐田郡に編入     | 1909年10月31日 町制改称 福田町 | 福田町                        | 福田町                        | 福田町                        | 福田町                           | 1955年3月31日 編入 福田町                                                                | 1957年9月1日 編入 福田町                                           | 福田町                        | 2005年4月1日 編入 磐田市  | 2005年4月1日 編入 磐田市                      | 磐田市        |
| 山名郡 豊浜村                 | 豊浜村                        | 1896年4月1日 磐田郡に編入     | 豊浜村                         | 豊浜村                        | 豊浜村                        | 豊浜村                        | 豊浜村                           | 1955年3月31日 編入 福田町                                                                | 1957年9月1日 編入 福田町                                           | 福田町                        | 2005年4月1日 編入 磐田市  | 2005年4月1日 編入 磐田市                      | 磐田市        |
| 山名郡 西貝村                 | 西貝村                        | 1896年4月1日 磐田郡に編入     | 西貝村                         | 西貝村                        | 西貝村                        | 1940年11月1日 合併 磐田町     | 1948年4月1日 市制 磐田市         | 1955年1月1日 編入 磐田市                                                                 | 1955年4月1日 編入 磐田市                                           | 1956年1月1日 編入 磐田市      | 2005年4月1日 編入 磐田市  | 2005年4月1日 編入 磐田市                      | 磐田市        |
| 磐田郡 見付町                 | 見付町                        | 見付町                        | 見付町                         | 見付町                        | 見付町                        | 1940年11月1日 合併 磐田町     | 1948年4月1日 市制 磐田市         | 1955年1月1日 編入 磐田市                                                                 | 1955年4月1日 編入 磐田市                                           | 1956年1月1日 編入 磐田市      | 2005年4月1日 編入 磐田市  | 2005年4月1日 編入 磐田市                      | 磐田市        |
| 豊田郡 中泉町                 | 1889年10月1日 編入 中泉町     | 1896年4月1日 磐田郡に編入     | 中泉町                         | 中泉町                        | 1929年3月1日 編入 中泉町      | 1940年11月1日 合併 磐田町     | 1948年4月1日 市制 磐田市         | 1955年1月1日 編入 磐田市                                                                 | 1955年4月1日 編入 磐田市                                           | 1956年1月1日 編入 磐田市      | 2005年4月1日 編入 磐田市  | 2005年4月1日 編入 磐田市                      | 磐田市        |
| 豊田郡 二之宮村               | 1889年10月1日 編入 中泉町     | 1896年4月1日 磐田郡に編入     | 中泉町                         | 中泉町                        | 1929年3月1日 編入 中泉町      | 1940年11月1日 合併 磐田町     | 1948年4月1日 市制 磐田市         | 1955年1月1日 編入 磐田市                                                                 | 1955年4月1日 編入 磐田市                                           | 1956年1月1日 編入 磐田市      | 2005年4月1日 編入 磐田市  | 2005年4月1日 編入 磐田市                      | 磐田市        |
| 豊田郡 梅原村                 | 梅原村                        | 1896年4月1日 磐田郡に編入     | 梅原村                         | 梅原村                        | 1929年3月1日 編入 中泉町      | 1940年11月1日 合併 磐田町     | 1948年4月1日 市制 磐田市         | 1955年1月1日 編入 磐田市                                                                 | 1955年4月1日 編入 磐田市                                           | 1956年1月1日 編入 磐田市      | 2005年4月1日 編入 磐田市  | 2005年4月1日 編入 磐田市                      | 磐田市        |
| 豊田郡 天竜村                 | 天竜村                        | 1896年4月1日 磐田郡に編入     | 天竜村                         | 天竜村                        | 天竜村                        | 1940年11月1日 合併 磐田町     | 1948年4月1日 市制 磐田市         | 1955年1月1日 編入 磐田市                                                                 | 1955年4月1日 編入 磐田市                                           | 1956年1月1日 編入 磐田市      | 2005年4月1日 編入 磐田市  | 2005年4月1日 編入 磐田市                      | 磐田市        |
| 豊田郡 向笠村                 | 向笠村                        | 1896年4月1日 磐田郡に編入     | 向笠村                         | 向笠村                        | 向笠村                        | 向笠村                        | 向笠村                           | 1955年1月1日 編入 磐田市                                                                 | 1955年4月1日 編入 磐田市                                           | 1956年1月1日 編入 磐田市      | 2005年4月1日 編入 磐田市  | 2005年4月1日 編入 磐田市                      | 磐田市        |
| 豊田郡 大藤村                 | 大藤村                        | 1896年4月1日 磐田郡に編入     | 大藤村                         | 大藤村                        | 大藤村                        | 大藤村                        | 大藤村                           | 1955年1月1日 編入 磐田市                                                                 | 1955年4月1日 編入 磐田市                                           | 1956年1月1日 編入 磐田市      | 2005年4月1日 編入 磐田市  | 2005年4月1日 編入 磐田市                      | 磐田市        |
| 豊田郡 長野村                 | 長野村                        | 1896年4月1日 磐田郡に編入     | 長野村                         | 長野村                        | 長野村                        | 長野村                        | 長野村                           | 長野村                                                                                   | 1955年4月1日 編入 磐田市                                           | 1956年1月1日 編入 磐田市      | 2005年4月1日 編入 磐田市  | 2005年4月1日 編入 磐田市                      | 磐田市        |
| 豊田郡 岩田村                 | 岩田村                        | 1896年4月1日 磐田郡に編入     | 岩田村                         | 岩田村                        | 岩田村                        | 岩田村                        | 岩田村                           | 岩田村                                                                                   |                                                                    | 1956年1月1日 編入 磐田市      | 2005年4月1日 編入 磐田市  | 2005年4月1日 編入 磐田市                      | 磐田市        |
| 豊田郡 広瀬村                 | 広瀬村                        | 1896年4月1日 磐田郡に編入     | 広瀬村                         | 広瀬村                        | 広瀬村                        | 広瀬村                        | 広瀬村                           | 広瀬村                                                                                   | 1955年4月1日 豊岡村                                                | 豊岡村                        | 2005年4月1日 編入 磐田市  | 2005年4月1日 編入 磐田市                      | 磐田市        |
| 豊田郡 敷地村                 | 敷地村                        | 1896年4月1日 磐田郡に編入     | 敷地村                         | 敷地村                        | 敷地村                        | 敷地村                        | 敷地村                           | 敷地村                                                                                   | 1955年4月1日 豊岡村                                                | 豊岡村                        | 2005年4月1日 編入 磐田市  | 2005年4月1日 編入 磐田市                      | 磐田市        |
| 豊田郡 野部村                 | 野部村                        | 1896年4月1日 磐田郡に編入     | 野部村                         | 野部村                        | 野部村                        | 野部村                        | 野部村                           | 野部村                                                                                   | 1955年4月1日 豊岡村                                                | 豊岡村                        | 2005年4月1日 編入 磐田市  | 2005年4月1日 編入 磐田市                      | 磐田市        |
| 豊田郡 井通村                 | 井通村                        | 1896年4月1日 磐田郡に編入     | 井通村                         | 井通村                        | 井通村                        | 井通村                        | 井通村                           | 1955年3月31日 豊田村                                                                     | 1955年4月15日 旧十束村の赤池・上本郷・下本郷・仁兵衛新田地区を編入 | 1973年1月1日 町制 豊田町      | 2005年4月1日 編入 磐田市  | 2005年4月1日 編入 磐田市                      | 磐田市        |
| 豊田郡 富岡村                 | 富岡村                        | 1896年4月1日 磐田郡に編入     | 富岡村                         | 富岡村                        | 富岡村                        | 富岡村                        | 富岡村                           | 1955年3月31日 豊田村                                                                     | 1955年4月15日 旧十束村の赤池・上本郷・下本郷・仁兵衛新田地区を編入 | 1973年1月1日 町制 豊田町      | 2005年4月1日 編入 磐田市  | 2005年4月1日 編入 磐田市                      | 磐田市        |
| 豊田郡 池田村                 | 池田村                        | 1896年4月1日 磐田郡に編入     | 池田村                         | 池田村                        | 池田村                        | 池田村                        | 池田村                           | 池田村                                                                                   | 1955年4月15日 旧十束村の赤池・上本郷・下本郷・仁兵衛新田地区を編入 | 1973年1月1日 町制 豊田町      | 2005年4月1日 編入 磐田市  | 2005年4月1日 編入 磐田市                      | 磐田市        |
| 豊田郡 十束村                 | 十束村                        | 1896年4月1日 磐田郡に編入     | 十束村                         | 十束村                        | 十束村                        | 十束村                        | 十束村                           | 1955年3月31日 合体 竜洋町                                                                | 1955年4月15日 豊田村に編入                                         | 1973年1月1日 町制 豊田町      | 2005年4月1日 編入 磐田市  | 2005年4月1日 編入 磐田市                      | 磐田市        |
| 豊田郡 十束村                 | 十束村                        | 1896年4月1日 磐田郡に編入     | 十束村                         | 十束村                        | 十束村                        | 十束村                        | 十束村                           | 1955年3月31日 合体 竜洋町                                                                | 竜洋町                                                             |                               | 2005年4月1日 編入 磐田市  | 2005年4月1日 編入 磐田市                      | 磐田市        |
| 豊田郡 袖浦村                 | 袖浦村                        | 1896年4月1日 磐田郡に編入     | 袖浦村                         | 袖浦村                        | 袖浦村                        | 袖浦村                        | 袖浦村                           | 1955年3月31日 合体 竜洋町                                                                |                                                                    |                               | 2005年4月1日 編入 磐田市  | 2005年4月1日 編入 磐田市                      | 磐田市        |
| 長上郡 掛塚村                 | 掛塚村                        | 1896年4月1日 磐田郡に編入     | 1896年6月29日 町制 掛塚町      | 掛塚町                        | 掛塚町                        | 掛塚町                        | 掛塚町                           | 1955年3月31日 合体 竜洋町                                                                |                                                                    |                               | 2005年4月1日 編入 磐田市  | 2005年4月1日 編入 磐田市                      | 磐田市        |
| 周智郡 奥山村                 | 奥山村                        | 奥山村                        | 奥山村                         | 1925年5月10日 町制改称 水窪町 | 1951年7月1日 磐田郡に編入     | 水窪町                        | 水窪町                           | 水窪町                                                                                   | 水窪町                                                             | 水窪町                        | 2005年7月1日 浜松市に編入 | 2007年7月1日 政令指定都市に移行 浜松市 天竜区 | 浜松市 天竜区 |
| 周智郡 奥山村                 | 奥山村                        | 奥山村                        | 1903年12月1日 分立 城西村      | 城西村                        | 1951年7月1日 磐田郡に編入     | 城西村                        | 城西村                           | 城西村                                                                                   | 1956年9月30日 合併 佐久間町                                        | 佐久間町                      | 2005年7月1日 浜松市に編入 | 2007年7月1日 政令指定都市に移行 浜松市 天竜区 | 浜松市 天竜区 |
| 豊田郡 佐久間村               | 佐久間村                      | 1896年4月1日 磐田郡に編入     | 佐久間村                       | 佐久間村                      | 佐久間村                      | 佐久間村                      | 佐久間村                         | 佐久間村                                                                                 | 1956年9月30日 合併 佐久間町                                        | 佐久間町                      | 2005年7月1日 浜松市に編入 | 2007年7月1日 政令指定都市に移行 浜松市 天竜区 | 浜松市 天竜区 |
| 豊田郡 浦川村                 | 浦川村                        | 1896年4月1日 磐田郡に編入     | 浦川村                         | 1936年11月3日 町制 浦川町     | 浦川町                        | 浦川町                        |                                  |                                                                                          | 1956年9月30日 合併 佐久間町                                        | 佐久間町                      | 2005年7月1日 浜松市に編入 | 2007年7月1日 政令指定都市に移行 浜松市 天竜区 | 浜松市 天竜区 |
| 豊田郡 山香村                 | 山香村                        | 1896年4月1日 磐田郡に編入     | 山香村                         | 山香村                        | 山香村                        | 山香村                        | 山香村                           | 山香村                                                                                   | 1956年9月30日 合併 佐久間町                                        | 佐久間町                      | 2005年7月1日 浜松市に編入 | 2007年7月1日 政令指定都市に移行 浜松市 天竜区 | 浜松市 天竜区 |
| 豊田郡 山香村                 | 山香村                        | 1896年4月1日 磐田郡に編入     | 山香村                         | 1901年11月1日 分立 龍山村     | 龍山村                        | 龍山村                        | 龍山村                           | 龍山村                                                                                   | 龍山村                                                             | 龍山村                        | 2005年7月1日 浜松市に編入 | 2007年7月1日 政令指定都市に移行 浜松市 天竜区 | 浜松市 天竜区 |
| 豊田郡 龍川村                 | 龍川村                        | 1896年4月1日 磐田郡に編入     | 龍川村                         | 1901年11月1日 分立 龍山村     | 龍山村                        | 龍山村                        | 龍山村                           | 龍山村                                                                                   | 龍山村                                                             | 龍山村                        | 2005年7月1日 浜松市に編入 | 2007年7月1日 政令指定都市に移行 浜松市 天竜区 | 浜松市 天竜区 |
| 豊田郡 龍川村                 | 龍川村                        | 1896年4月1日 磐田郡に編入     | 龍川村                         | 龍川村                        | 龍川村                        | 龍川村                        | 龍川村                           | 龍川村                                                                                   | 1956年9月30日 編入 二俣町                                          | 1958年11月3日 市制改称 天竜市 | 2005年7月1日 浜松市に編入 | 2007年7月1日 政令指定都市に移行 浜松市 天竜区 | 浜松市 天竜区 |
| 豊田郡 光明村                 | 光明村                        | 1896年4月1日 磐田郡に編入     | 光明村                         | 光明村                        | 光明村                        | 光明村                        | 光明村                           | 光明村                                                                                   | 1956年9月30日 編入 二俣町                                          | 1958年11月3日 市制改称 天竜市 | 2005年7月1日 浜松市に編入 | 2007年7月1日 政令指定都市に移行 浜松市 天竜区 | 浜松市 天竜区 |
| 豊田郡 熊村                   | 熊村                          | 1896年4月1日 磐田郡に編入     | 熊村                           | 熊村                          | 熊村                          | 熊村                          | 熊村                             | 熊村                                                                                     | 1956年9月30日 編入 二俣町                                          | 1958年11月3日 市制改称 天竜市 | 2005年7月1日 浜松市に編入 | 2007年7月1日 政令指定都市に移行 浜松市 天竜区 | 浜松市 天竜区 |
| 豊田郡 上阿多古村             | 上阿多古村                    | 1896年4月1日 磐田郡に編入     | 上阿多古村                     | 上阿多古村                    | 上阿多古村                    | 上阿多古村                    |                                  |                                                                                          | 1956年9月30日 編入 二俣町                                          | 1958年11月3日 市制改称 天竜市 | 2005年7月1日 浜松市に編入 | 2007年7月1日 政令指定都市に移行 浜松市 天竜区 | 浜松市 天竜区 |
| 豊田郡 下阿多古村             | 下阿多古村                    | 1896年4月1日 磐田郡に編入     | 下阿多古村                     | 下阿多古村                    | 下阿多古村                    | 下阿多古村                    | 下阿多古村                       | 下阿多古村                                                                               | 1956年9月30日 編入 二俣町                                          | 1958年11月3日 市制改称 天竜市 | 2005年7月1日 浜松市に編入 | 2007年7月1日 政令指定都市に移行 浜松市 天竜区 | 浜松市 天竜区 |
| 豊田郡 二俣町                 | 二俣町                        | 1896年4月1日 磐田郡に編入     | 二俣町                         | 二俣町                        | 二俣町                        | 二俣町                        |                                  |                                                                                          | 1956年9月30日 編入 二俣町                                          | 1958年11月3日 市制改称 天竜市 | 2005年7月1日 浜松市に編入 | 2007年7月1日 政令指定都市に移行 浜松市 天竜区 | 浜松市 天竜区 |

## 行政
磐田・豊田・山名郡長
| 代 | 氏名 | 就任年月日                | 退任年月日                | 備考                                                         |
| -- | ---- | ------------------------- | ------------------------- | ------------------------------------------------------------ |
| 1  |      | 明治12年（1879年）3月12日 |                           |                                                              |
|    |      |                           | 明治29年（1896年）3月31日 | 豊田郡・山名郡および長上郡の一部との合併により旧・磐田郡廃止 |

磐田郡長
| 代 | 氏名     | 就任年月日               | 退任年月日                | 備考                   |
| -- | -------- | ------------------------ | ------------------------- | ---------------------- |
| 1  |          | 明治29年（1896年）4月1日 |                           |                        |
|    | 寺田実栄 |                          | 明治43年（1910年）8月17日 |                        |
|    |          |                          | 大正15年（1926年）6月30日 | 郡役所廃止により、廃官 |